# Al-Machriq

Al-Machriq (en français : L'Orient) est une revue semestrielle scientifique de langue arabe fondée en 1898 par l’orientaliste arabisant Louis Cheikho. Portant le sous-titre de « Revue catholique orientale; sciences, lettres, arts » elle est publiée par des jésuites de l’université Saint-Joseph de Beyrouth au Liban.
En 1998, lors de son centenaire, la revue comptait 72 volumes. Elle est dirigée en 2016 par le père Salim Daccache.